# Mięsień zasłaniacz zewnętrzny

Mięśnie zasłaniacze zewnętrzne

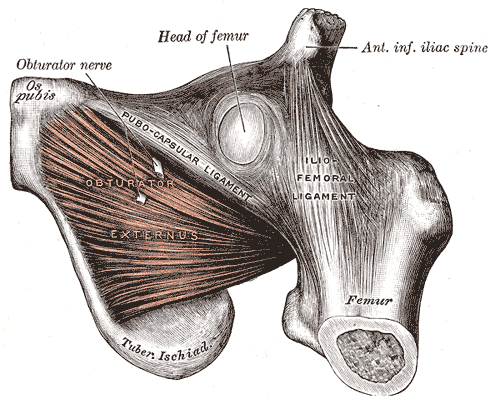
Mięsień zasłaniacz zewnętrzny

Mięsień zasłaniacz zewnętrzny, mięsień zasłonowy zewnętrzny (łac. musculus obturator externus, musculus obturatorius externus) – w anatomii człowieka płaski, wachlarzowaty mięsień, zaliczany do grupy mięśni brzusznych obręczy kończyny dolnej lub mięśni przedziału przyśrodkowego uda. Mięsień ten rozpoczyna się na powierzchni zewnętrznej błony zasłonowej i jej granicach kostnych, a kończy się na dole krętarzowym kości udowej na jej tylnej powierzchni. Zbiegające się włókna biegnące za kością udową i tworzące ścięgno końcowe można dojrzeć na preparacie rozciągając mięśnie bliźniaczy dolny i czworoboczny.
Unaczyniony jest przez tętnicę zasłonową i tętnicę okalającą udo przyśrodkową, a unerwiony przez gałąź tylną nerwu zasłonowego ze splotu lędźwiowego (L3–L4).
Chociaż należy rozwojowo do grupy przywodzicieli uda, przywodzenie w stawie biodrowym nie jest jego główną funkcją. Przede wszystkim obraca on udo na zewnątrz, a także ustala staw biodrowy w płaszczyźnie strzałkowej.

## Zmienności
Mięsień zasłaniacz zewnętrzny podlega licznym zmiennościom. U 33% ludzi stwierdzono obecność dodatkowego mięśnia pomiędzy przywodzicielem krótkim a najmniejszym. Pochodzi on z powierzchownych włókien mięśnia zasłaniacza zewnętrznego. Rozpoczyna się na górnej części dolnej gałęzi łonowej, skąd biegnie do dołu i bocznie. W połowie przypadków przyczepia się do przedniej powierzchni ścięgna przywodziciela najmniejszego. W pozostałych przypadkach kończy się na górnej części kresy grzebieniowej kości udowej. Stwierdzono również częste występowanie dodatkowego pęczka włókien pochodzących od głównego brzuśca. Mięsień w wariancie „klasycznym”, opisanym we wcześniejszych akapitach występuje jedynie w 20% przypadków.